# ماتيس بولي
ماتيس غازوا كيبرسوند بولي (بالفرنسية: Mathis Gazoa Kippersund Bolly)‏ (ولد في 14 نوفمبر 1990 في أوسلو) لاعب كرة قدم دولي عاجي يلعب حاليا لصالح نادي فورتونا دوسلدورف في خط الوسط منذ 2013.

## روابط خارجية
- ماتيس بولي على موقع الاتحاد الدولي (مؤرشف)  (الإنجليزية)
- ماتيس بولي على موقع اتحاد النرويج (النرويجية)
- ماتيس بولي على موقع قاعدة بيانات كرة القدم.إي يو (الإنجليزية)
- ماتيس بولي على موقع بيانات كرة القدم. دي إي (الألمانية)
- ماتيس بولي على موقع ناشيونال فوتبول تيمز (الإنجليزية)
- ماتيس بولي على موقع Soccerway.com (الإنجليزية)
- ماتيس بولي على موقع عالم كرة القدم.نت (الإنجليزية)
- ماتيس بولي على موقع AS.com (الإسبانية)